# Claude-Henri Bartoli
Pour les articles homonymes, voir Bartoli.
Claude-Henri Bartoli, né le 27 avril 1943 à Nice, est un peintre français.

## Biographie
Claude-Henri Bartoli naît le 27 avril 1943 à Nice. Il étudie dans sa ville natale et devient membre du groupe nuagiste aux côtés de Benrath, Laubiès, Messagier et Graziani. Il prend ses distances avec le nuagisme dès le début de sa carrière.
Il réalise des "livres d'artistes" avec des écrivains.
En 2018 une rétrospective lui est consacrée à Bédarieux.